# True Romance
True Romance is een Amerikaanse misdaad-thriller uit 1993 onder regie van Tony Scott. De film werd genomineerd voor de Saturn Awards voor beste scenario (Quentin Tarantino), beste acteur (Christian Slater) en beste actrice (Patricia Arquette).

## Verhaal
Clarence (Christian Slater), die in een stripwinkel werkt, wordt verliefd op een callgirl. Ze heet Alabama (Patricia Arquette). Wanneer Clarence naar haar pooier gaat om aan te kondigen dat Alabama uit het vak stapt, loopt de boel volledig uit de hand. De pooier en zijn handlangers worden vermoord en Clarence neemt zonder het te weten een koffer vol cocaïne in plaats van Alabama's kleren mee. Helaas laat hij zijn rijbewijs achter. Het gevolg is dat de maffia achter het verliefde stel aan komt. Clarence en Alabama rijden nietsvermoedend naar Californië om de drugs te verkopen. Door een samenloop van omstandigheden volgt een vuurgevecht tussen de kopers van de drugs, de maffia en de politie. Clarence en Alabama overleven en samen vertrekken ze naar Mexico.

## Rolverdeling
| Acteur             | Personage              |
| ------------------ | ---------------------- |
| Christian Slater   | Clarence Worley        |
| Patricia Arquette  | Alabama Whitman        |
| Dennis Hopper      | Clifford Worley        |
| Val Kilmer         | Elvis, Mentor          |
| Gary Oldman        | Drexl Spivey           |
| Brad Pitt          | Floyd                  |
| Christopher Walken | Vincenzo Coccotti      |
| Bronson Pinchot    | Elliot Blitzer         |
| Michael Rapaport   | Dick Ritchie           |
| Samuel L. Jackson  | Big Don                |
| Saul Rubinek       | Lee Donowitz           |
| Conchata Ferrell   | Mary Louise Ravencroft |
| James Gandolfini   | Virgil                 |
| Anna Thomson       | Lucy                   |
| Victor Argo        | Lenny                  |
| Paul Bates         | Marty                  |
| Chris Penn         | Nicky Dimes            |
| Tom Sizemore       | Cody Nicholson         |
| Kevin Corrigan     | Marvin                 |

## Trivia
- In het dvd-commentaar vertelt Quentin Tarantino dat True Romance de meest autobiografische film is die hij ooit geschreven heeft.
- Het originele einde van het script werd veranderd door Tony Scott, omdat hij er geen vrede mee had dat Clarence zou sterven en dat Alabama alleen verder zou gaan. Ondanks dat Tarantino niet wilde dat het einde veranderd werd, deed Scott dit toch. Quentin Tarantino was naderhand tevreden over het einde van de film.

## Muziek
De soundtrack van de film True Romance bevat:
1. You're So Cool - Hans Zimmer 3:40
2. Graceland - Charlie Sexton 3:25
3. In Dreams - John Waite 3:45
4. Wounded Bird - Charles & Eddie 5:10
5. I Want You Body - Nymphomania 4:18
6. Stars At Dawn - Hans Zimmer 2:04
7. I Need A Heart To Come Home To - Shelby Lynne 4:20
8. Viens Mallike Sous Le Dome Edais From Lakme - Howard Blake 3:56
9. (Love Is) The Trender Trap - Robert Palmer 2:37
10. Outshined - Soundgarden 5:12
11. Amid The Chaos Of The Day - Hans Zimmer 4:54
12. Two Hearts - Chris Isaak 3:33